# Fleuret
 (décembre 2021).
Pour les articles homonymes, voir Fleuret (homonymie).
Le fleuret est une arme d’estoc de convention avec la caractéristique d’une lame à base carrée, utilisée dans la pratique de l’escrime.
À ses origines, à la fin du XVIIIe siècle, le fleuret était une arme d’entraînement et d’étude de l’escrime. Contrairement au sabre et à l’épée, le fleuret n’a jamais quitté le milieu fermé de la salle d’armes : il ne fut utilisé ni sur les champs de bataille ni dans les duels. Le fleuret était jusqu’à la fin du XIXe siècle la seule arme d’escrime autorisée aux femmes.
Son nom vient du fait que sa pointe est protégée par un bouton autrefois [Quand ?] appelé fleur de laine et aujourd'hui nommé mouche. Cette caractéristique, à présent commune à toutes les armes, permet les assauts courtois sans risque de blessure.

## Caractéristiques techniques du fleuret

En rouge, aire de touche au fleuret

Le poids total d’un fleuret prêt à être utilisé est inférieur à 500 g ; sa longueur totale maximum est 110 cm. La lame est à section quadrangulaire. Sa longueur maximum est de 90 cm.
La coquille doit avoir une circonférence comprise entre 9,5 et 12 cm. La lame doit passer exactement en son centre.
Il existe plusieurs types de poignées, la conventionnelle « poignée droite » longiligne légèrement courbée et la poignée dite « orthopédique. » Celle-ci se décline en différentes versions : italienne, allemande, hongroise… La première est généralement préférée pour l'apprentissage tandis que la seconde, qui permet une utilisation plus importante de la force du fait que le poignet n'est plus solidaire de l'axe de la lame, se retrouve plus fréquemment en compétition.

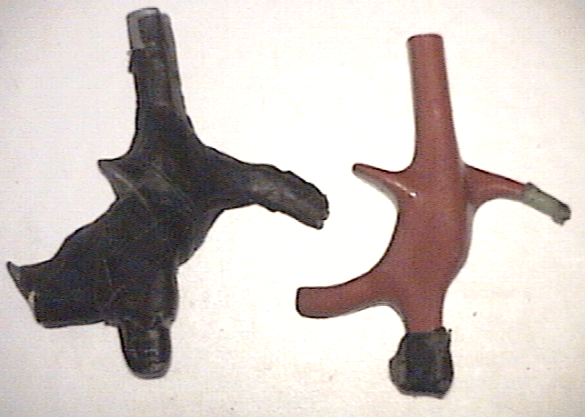
poignées dites orthopédiques

La lame du fleuret électrique est parcourue par un fil logé dans une rainure. Ce fil doit relier la pointe qui comporte un ressort destiné à régler le seuil de déclenchement d'une touche à la broche située à l'intérieur de la coquille.
La sensibilité pour une touche est actuellement d'au moins 500 grammes pour les compétitions de cette discipline.

## Maniement du fleuret
Le fleuret est certainement l'arme où la maîtrise de la technique est la plus importante. Elle est en effet régie par des conventions très strictes. On parle alors de priorité, de temps d'escrime : par exemple, une attaque doit être contrée par une parade pour prendre la priorité, laquelle peut-être suivie par une riposte à laquelle le tireur adverse doit répondre par une contre-riposte s'il veut reprendre cette priorité, et ainsi de suite.
Le fleuret est une arme d'estoc seulement. L'action offensive de cette arme s'exerce donc par la pointe et par la pointe seule. On doit respecter des conventions lors d'un assaut. En cas de « coup double », la touche est accordée au tireur qui avait la priorité. Cette priorité dépend de la phrase d'armes déterminée par la convention du fleuret. Si aucun des tireurs n'avait la priorité, aucune touche n'est accordée.
Le fleuret demeure dans la plupart des clubs, de par l'apprentissage de la technique qu'il requiert, l'arme de base enseigné à tout débutant en escrime. Ceci s'inscrit dans la tradition du fleuret comme arme d'étude privilégiée.

## Fleurettistes célèbres
- Joseph Bologne de Saint-George
- Valentina Vezzali
- Salvatore Sanzo
- Christian d'Oriola
- Philippe Omnès
- Alexandre Romankov
- Brice Guyart
- Erwann Le Péchoux
- Enzo Lefort
- Ysaora Thibus